# International Centre for Integrated Mountain Development
Die International Centre for Integrated Mountain Development (ICIMOD, Internationale Zentrum für Integrierte Entwicklung in Bergregionen) ist ein 1983 gegründeter Verein in Kathmandu, Nepal.
Ziel ist es, Wissen zu schaffen, um die Existenzgrundlagen der Bergvölker im Raum der grenzübergreifenden Hindukusch-Himalaya-Region zu sichern und zu verbessern und die ökologischen und kulturellen Eigenarten zu bewahren. Darüber hinaus sollen die Erkenntnisse allen Gebirgsbewohnern weltweit Nutzen bringen.

## Geschichte
Die Idee, eine Institution zur Förderung der nachhaltigen und endogenen Entwicklung von Gebirgsregionen zu schaffen, wurde erstmals auf dem Internationalen Workshop zur Entwicklung der Gebirgsumwelt im Dezember 1974 in München erörtert. 1979 wurden dann während eines Bildungsprogramms der UNESCO in Kathmandu die konkreten Rahmenbedingungen festgelegt. Die nepalesische Regierung bot an, die neue Institution aufzunehmen, und die Regierungen der Schweiz, der Bundesrepublik Deutschland und die UNESCO einigten sich darauf, als Gründungssponsoren zu fungieren. Das Zentrum wurde schließlich am 5. Dezember 1983 mit Sitz in Lalitpur (Nepal) gegründet.

## Hindukusch-Himalaya-Region
Als Hindukusch-Himalaya-Region (HKH-Region, nicht zu verwechseln mit der darin liegenden HKH-Kette) wird das fest umgrenzte Arbeitsgebiet des ICIMOD bezeichnet, das von den Mitgliedsstaaten festgelegt wurde. Die Region umfasst das südliche pakistanische Bergland, das über den Koh-e Baba in Afghanistan in den Hindukusch Pakistans überleitet. Daran schließt sich der Himalaya an, der sich an der Nordgrenze Indiens und über die gesamten Staatsgebiete von Nepal und Bhutan südostwärts hinzieht und in Myanmar in das Patkai-Gebirge übergeht. Hier verzweigen sich die Ausläufer des Himalaya in das Arakan-Joma-Gebirge Myanmars – einschließlich der Chittagong Hill Tracts in Bangladesch – sowie in die Bergländer der Kachin- und Shan-Staaten Myanmars und Teile des Yunnan-Guizhou-Plateaus im Südosten Chinas. Den größten Anteil an der Region hat China mit dem Hochland von Tibet. Die nördliche Begrenzung folgt der Nordgrenze Afghanistans und Pakistans ostwärts durch das Karakorum-Gebirge und weiter an der Nordgrenze des autonomen Tibets und der Provinz Qinghai entlang bis in Provinz Gansu, um dann südwärts am Ostrand des Hengduan-Shan-Gebirges durch die chinesischen Provinzen Sichuan und Yunnan zu verlaufen. Weitere große Gebirge innerhalb der Region sind der Transhimalaya im Süden Tibets, das Tanggula- und Bayan-Har-Gebirge im Osten des tibetischen Hochlandes sowie das östliche Drittel des Kunlun und die Südhälfte des Qilian Shan.
Die Hindu-Kush-Himalaya-Region ist die Heimat einer Reihe der höchsten Berge der Erde, einschließlich der höchsten und markantesten Gipfel der Welt, des Mount Everest (8848 m, Nepal) und K2 (8611 m, Pakistan). Mehr als 30 Gipfel im Himalaya überschreiten 7.620 m.